# Condados cerimoniais da Inglaterra
Os condados (counties, em inglês) são áreas da Inglaterra governadas por um Lord-Lieutenant, representante do Reino nessas áreas. Representam o segundo dos quatro níveis de subdivisões inglesas. São definidos pelo governo com referência nos condados metropolitanos e não-metropolitanos da Inglaterra.

## Mapa
| 1. Northumberland 2. Tyne and Wear 3. Durham 4. Cúmbria 5. Lancashire 6. North Yorkshire 7. East Riding of Yorkshire 8. South Yorkshire 9. West Yorkshire 10. Grande Manchester (Greater Manchester) 11. Merseyside 12. Cheshire 13. Derbyshire 14. Nottinghamshire 15. Lincolnshire 16. Rutland 17. Leicestershire 18. Staffordshire 19. Shropshire 20. Herefordshire 21. Worcestershire 22. Midlands Ocidentais (West Midlands) 23. Warwickshire | 1. Northamptonshire 2. Cambridgeshire 3. Norfolk 4. Suffolk 5. Essex 6. Hertfordshire 7. Bedfordshire 8. Buckinghamshire 9. Oxfordshire 10. Gloucestershire 11. Bristol 12. Somerset 13. Wiltshire 14. Berkshire 15. Grande Londres (Greater London) 16. Kent 17. East Sussex 18. West Sussex 19. Surrey 20. Hampshire 21. Ilha de Wight (Isle of Wight) 22. Dorset 23. Devon 24. Cornualha (Cornwall) |  |
| Não incluída: Cidade de Londres | |  |